# Lawrence Foster
Pour les articles homonymes, voir Foster.
Lawrence Foster est un chef d'orchestre américain, né à Los Angeles le 23 octobre 1941.

## Biographie
Il dirige le ballet de San Francisco dès l'âge de 18 ans et commence à conduire des orchestres aussi prestigieux que l'Orchestre philharmonique de Los Angeles, l'Orchestre symphonique de Houston ou l'Orchestre philharmonique de Monte-Carlo.
Depuis 2002, il est directeur musical de l'orchestre de la Fondation Calouste-Gulbenkian de Lisbonne. Il a été nommé en 2007 directeur musical de l'Orchestre et de l'Opéra national de Montpellier Languedoc Roussillon, où il prend ses fonctions en 2009. Il quittera ses fonctions à Montpellier en juin 2012, soit un an avant la fin légale de son contrat.
En février 2012 il est nommé directeur musical de l’Orchestre philharmonique de Marseille pour une durée de quatre ans, avec une prise de fonction au 1er septembre 2012. Il a ainsi ouvert les célébrations de Marseille Provence capitale européenne de la culture en 2013.
Lawrence Foster, né de  parents roumains, est devenu un spécialiste de la musique de Georges Enesco et a été directeur artistique du Festival Georg Enescu de 1998 à  2001.
Parmi ses nombreux enregistrements, il s’est fait notamment remarquer pour ceux qu’il a consacré à ce compositeur, avec l’intégrale de son œuvre tant pour l’opéra (Œdipe) que pour la musique symphonique. Son dernier enregistrement du compositeur roumain – sa propre  orchestration de l’Octuor pour cordes, avec l’Orchestre Philharmonique de  Monte-Carlo – a paru au printemps 2009. Il a été  décoré en 2003 par le président de la Roumanie pour services rendus à la musique  roumaine.
Pour le Staatsoper de Hambourg, il dirigera les productions de La Dame de pique (2011-12) et  La Petite Renarde rusée (2013-14).  Il sera à l’Opéra de  Francfort pour une nouvelle production de La Khovanchtchina en 2012-13. 